# Alderamin
Alderamin (الذراع اليمين / aḏ-ḏirāʿ al-yamīn / ‚der rechte Arm‘) ist der Eigenname des Sterns α Cephei (Alpha Cephei). 
Alderamin hat eine scheinbare Helligkeit von 2,45 mag und gehört der Spektralklasse A7 an. Seine Oberfläche ist ca. 7600 Kelvin heiß. Er hat ca. die 18fache Leuchtkraft unserer Sonne, die 1,9fache Masse und etwa den 2,5fachen Durchmesser. Die Entfernung von Alderamin beträgt 49 Lichtjahre.